# Панайот Байчев
Панайот Байчев или Бойчев е български революционер, кумановски войвода на ВМОРО.

## Биография
Байчев е роден през 1879 година във Видин. Присъединява се към Върховния комитет. През пролетта на 1903 е войвода на ВМОРО в Щипско. В изпълнение на решението на януарския конгрес на ВМОРО от 1903 година в началото на април 1903 година в Радомирско било складирано голямо количество оръжие. Там се образуват пет чети с войводи – Христо Чернопеев, Петър Самарджиев, Никола Жеков и Панайот Бойчев и една чета, наречена техническа, която да се грижи за поставянето на мини. Главнокомандващ на всички чети е Христо Чернопеев.
По време на Илинденското въстание през лятото на 1903 година е в състава на отряда на Христо Чернопеев и се сражава в Кочанско.
След въстанието през 1904 – 1905 година е войвода в Кумановско и присъства като делегат на Окръжния конгрес на Скопския революционен окръг през януари 1905 година. Конфликтът между войводите Константин Нунков и Байчев допринася твърде много за посърбяването на района.
Според Кръсто Лазаров по време на сражението при Пезовско Плакало на 8 февруари 1905 година, в което загива Нунков и цялата му чета, четата на Байчев е в село Павлишенци, на час и половина от мястото на сражението, но тя не се притича на помощ. Междувременно сръбската пропаганда слиза още по на юг в Кумановско. Четата става омразна на населението, то отказва да я приема по селата и Байчев е принуден да се върне в България.
Известен е случаят с арестуването на Байчев и четирима души от неговата чета по обвинение в грабеж на населението от село Елешница, Разложко. През 1906 година има смъртната присъда, произнесена за установени злоупотреби, но тя не е изпълнена от Иван Гарванов, на когото е възложено организирането ѝ.
По време на Балканската война в 1912 година е доброволец в Македоно-одринското опълчение и отново с Чернопеев и участва в освобождаването на Кавала. След това освобождава градчето Правища, на което става военен комендант, като изпреварва гръцкия андартски капитан Дукас Дукас.

По данни на Карнегиевата анкета, която проверява за извършени издевателства спрямо местното население в Егейска Македония, отбелязва че Панайот Байчев и четниците му: 
| „ | не са изнасилили нито една жена; даже се притекли на помощ на две жени, нападнати от гърците. | “ |